# Universidad de Hebrón
La Universidad de Hebrón es una universidad pública palestina, situada en la ciudad de Hebrón, en Cisjordania.
Fundada en 1971 a iniciativa del entonces alcalde de Hebrón, Mohamed Ali Al-Ja'bari, empezó como una pequeña facultad de Ley islámica con 43 estudiantes. En 2013 cuenta con 5.334 estudiantes y ofrece 39 carreras de grado y 6 carreras de máster. La universidad cuenta con 8 facultades: Agricultura, Ley Islámica, Humanidades, Ciencias de la Educación, Estudios Financieros y Gestión, Ciencia y Tecnología, Enfermería, y un college de estudios de posgrado y de investigación que ofrece siete másteres en Lengua y Literatura Árabe, Lingüística Inglesa, Empresariales, Derecho Islámico, Protección de las plantas, Gestión sostenible de los recursos naturales e Historia.
La universidad dispone de un museo arqueológico al que contribuyen las excavaciones realizadas por los estudiantes de la universidad.
Una de las misiones de la universidad es facilitar el acceso de los estudiantes con pocos recursos económicos a la enseñanza superior mediante un sistema de ayudas y becas.
En 2014, el presidente de su consejo de administración es Nabil Al-Jab'ari, que fue miembro de la delegación palestina en la Conferencia de paz de Madrid, y el presidente de la universidad es Ahmad Atawneh.

## Campus
El campus de la universidad está situado en el barrio de Bi’er Al-Mahjar, al noroeste de Hebrón, y cubre un área de 112 dunams. Se compone de cuatro edificios que albergan distintas facultades y departamentos, y el edificio reservado a las actividades estudiantiles. La entrada principal es de estilo andalusí, y se compone de una cúpula soportada por cuatro pilares. Fuera del campus se encuentran cuatro centros de investigación, el centro de educación continua, el centro de apoyo administrativo y técnico y la escuela modelo de la universidad. La universidad tiene también instalaciones en la ciudad vieja de Hebrón: una guardería, una biblioteca y un centro deportivo para mujeres.